# Norberto Rivera Carrera
Norberto Rivera Carrera (La Purísima, 6 giugno 1942) è un cardinale e arcivescovo cattolico messicano, dal 7 dicembre 2017 arcivescovo emerito di Città del Messico.

## Biografia
Nel 1955 entra nel seminario conciliare di Durango dove segue gli studi umanistici, filosofici e teologici. Consegue poi la laurea in Teologia dogmatica presso la Pontificia Università Gregoriana.
Il 3 luglio 1966 è ordinato sacerdote da papa Paolo VI nella basilica di San Pietro. Torna poi a Durango dove insegna per 18 anni Teologia dogmatica nel seminario maggiore della città. Nel 1982 viene nominato professore di Ecclesiologia all'Università Pontificia del Messico. È fondatore del Movimento per le Giornate di Vita Cristiana.
Nel 1985 è nominato vescovo di Tehuacán e nel 1995 arcivescovo di Città del Messico e, conseguentemente, diviene anche primate del Messico. Il 21 febbraio 1998 papa Giovanni Paolo II lo crea cardinale del titolo di San Francesco d'Assisi a Ripa Grande.
Ha partecipato come cardinale elettore al conclave dell'aprile 2005 che ha eletto papa Benedetto XVI e al conclave del marzo 2013 che ha eletto papa Francesco.
Il 7 dicembre 2017 papa Francesco accetta la sua rinuncia al governo pastorale dell'arcidiocesi di Città del Messico per raggiunti limiti di età; gli succede il cardinale Carlos Aguiar Retes, fino ad allora arcivescovo metropolita di Tlalnepantla. Da quel momento conserva il titolo di arcivescovo emerito, ma rimane amministratore apostolico dell'arcidiocesi fino alla presa di possesso del suo successore, avvenuta il 5 febbraio 2018.
Il 6 giugno 2022 compie ottant'anni e, in base a quanto disposto dal motu proprio Ingravescentem Aetatem di papa Paolo VI del 1970, esce dal novero dei cardinali elettori e decade da tutti gli incarichi ricoperti nella Curia romana.

## Genealogia episcopale e successione apostolica
La genealogia episcopale è:
- Cardinale Scipione Rebiba
- Cardinale Giulio Antonio Santori
- Cardinale Girolamo Bernerio, O.P.
- Arcivescovo Galeazzo Sanvitale
- Cardinale Ludovico Ludovisi
- Cardinale Luigi Caetani
- Cardinale Ulderico Carpegna
- Cardinale Paluzzo Paluzzi Altieri degli Albertoni
- Papa Benedetto XIII
- Papa Benedetto XIV
- Papa Clemente XIII
- Cardinale Marcantonio Colonna
- Cardinale Giacinto Sigismondo Gerdil, B.
- Cardinale Giulio Maria della Somaglia
- Cardinale Carlo Odescalchi, S.I.
- Vescovo Joaquín Fernández de Madrid y Canal
- Arcivescovo Clemente de Jesús Munguía y Núñez
- Arcivescovo Pelagio Antonio de Labastida y Dávalos
- Arcivescovo Eulogio Gregorio Clemente Gillow y Zavalza
- Arcivescovo José Othón Núñez y Zárate
- Arcivescovo José María González Valencia
- Arcivescovo Antonio López Aviña
- Cardinale Norberto Rivera Carrera

La successione apostolica è:
- Vescovo José de Jesús Martínez Zepeda (1997)
- Vescovo Marcelino Hernández Rodríguez (1998)
- Vescovo Felipe Tejeda García, M.Sp.S. (2000)
- Vescovo José Luis Fletes Santana (2000)
- Vescovo Guillermo Rodrigo Teodoro Ortiz Mondragón (2000)
- Vescovo Francisco Clavel Gil (2001)
- Vescovo Rogelio Esquivel Medina (2001)
- Vescovo Jonás Guerrero Corona (2001)
- Vescovo Antonio Ortega Franco, C.O. (2004)
- Arcivescovo Victor Sánchez Espinosa (2004)
- Vescovo Carlos Briseño Arch, O.A.R. (2006)
- Arcivescovo Óscar Roberto Domínguez Couttolenc, M.G. (2007)
- Vescovo Florencio Armando Colin Cruz (2009)
- Vescovo Jesús Antonio Lerma Nolasco (2009)
- Vescovo Andrés Vargas Peña (2010)
- Vescovo Adolfo Miguel Castaño Fonseca (2010)
- Vescovo Crispin Ojeda Márquez (2011)
- Vescovo Jorge Estrada Solórzano (2013)